# Женская сборная Парагвая по хоккею на траве
Женская сборная Парагвая по хоккею на траве — женская сборная по хоккею на траве, представляющая Парагвай на международной арене. Управляющим органом сборной выступает Ассоциация хоккея на траве Парагвая (исп. Asociacion Amateur Paraguaya de Hockey).
Сборная занимает (по состоянию на 6 июля 2015) 56-е место в рейтинге Международной федерации хоккея на траве (FIH).

## Результаты выступлений

### Панамериканские игры
- 1987—1991 — не участвовали
- 1995 — 7-е место
- 1995—2015 — не участвовали

### Чемпионат Южной Америки
- 2003 — 4-е место
- 2006 — не участвовали
- 2008 — 6-е место
- 2010 — 5-е место
- 2013 — 5-е место
- 2014 — 5-е место